# Michaela Kohlweiß
Michaela Kohlweiß  (* 1973 in Sankt Veit an der Glan) ist die derzeitige Landespolizeidirektorin von Kärnten.

## Beruflicher Werdegang
Michaela Kohlweiß fasste ihren Entschluss, Jus zu studieren, nachdem sie mit 17 Jahren während eines Ferialpraktikums ungerecht behandelt wurde. Sie absolvierte ihr Diplom- und Doktoratsstudium der Rechtswissenschaften an der Karl-Franzens-Universität in Graz. Den Schwerpunkt legte sie dabei auf Verfassungsrecht und Menschenrechte. Seit 1. Februar 2003 war Kohlweiß als Polizeijuristin bei der Bundespolizeidirektion Klagenfurt tätig, mit 1. Jänner 2006 wechselte sie zur Sicherheitsdirektion Kärnten. Dort wurde sie Leiterin der Kriminalpolizeilichen Abteilung.
Mit Inkraftsetzung der Sicherheitsbehörden-Neustrukturierung 2012 wurde Kohlweiß zur ersten Landespolizeidirektorin Kärntens bestellt und damit zur ersten Frau, die eine Sicherheitsbehörde auf Landesebene leitet.

## Privates
Kohlweiß ist unverheiratet und kinderlos.